# Ponts-Jumeaux
L'appellation Ponts-Jumeaux désigne différentes entités liées à Toulouse : un ensemble de trois ponts inscrits au titre des monuments historiques, un quartier de Toulouse, un échangeur autoroutier et un ancien stade.

## Les ponts
Les Ponts-Jumeaux sont trois ponts, qui enjambent chacun l'entrée d'un canal : le canal du Midi pour celui du centre, le canal de Brienne pour le pont sud et enfin le canal latéral à la Garonne pour le pont nord. Ils sont situés au port de l'Embouchure, à la jonction des quartiers de Toulouse Compans-Caffarelli, Ponts-Jumeaux, Sept Deniers et des Amidonniers dans le territoire duquel ils sont inscrits.

### Historique
Le rêve économique antique de relier la mer Méditerranée à l'océan Atlantique par la voie fluviale afin d'éviter le passage obligé de la marchandise par le détroit de Gibraltar est réalisé au XVIIe siècle par les États de Languedoc pour le compte desquels Pierre-Paul Riquet creuse le canal royal du Languedoc de Sète à Toulouse où ses eaux, par l'écluse de descente du port de l'Embouchure construit à partir de 1670, rejoignent la Garonne sur laquelle le trafic se poursuit jusqu'à Bordeaux,,.
Un premier pont franchit le port au débouché du canal, le pont du petit Gragnague. À cause de l'obstacle constitué par le Bazacle, le canal n'a pu rejoindre le fleuve que bien en aval de la chaussée, au nord de Toulouse, et les bateaux qui naviguent sur la Garonne en amont ne peuvent rejoindre le canal. De même, les embarcations qui circulent sur le canal ne peuvent rejoindre les ports Garaud, de la Daurade, Viguerie ou Saint-Pierre dans le centre de Toulouse,,.
Pour contourner l'obstacle, l'archevêque de Toulouse Étienne-Charles de Loménie de Brienne, président des États du Languedoc, finance, presque un siècle plus tard, le creusement d'un canal dont il confie la réalisation à Joseph-Marie de Saget, ingénieur des travaux publics de la province de Languedoc. Mis en service en 1776, le canal Saint-Pierre, creusé du Bazacle jusqu'au port de l'Embouchure, permet la continuité de la navigation en amont de la chaussée,,.

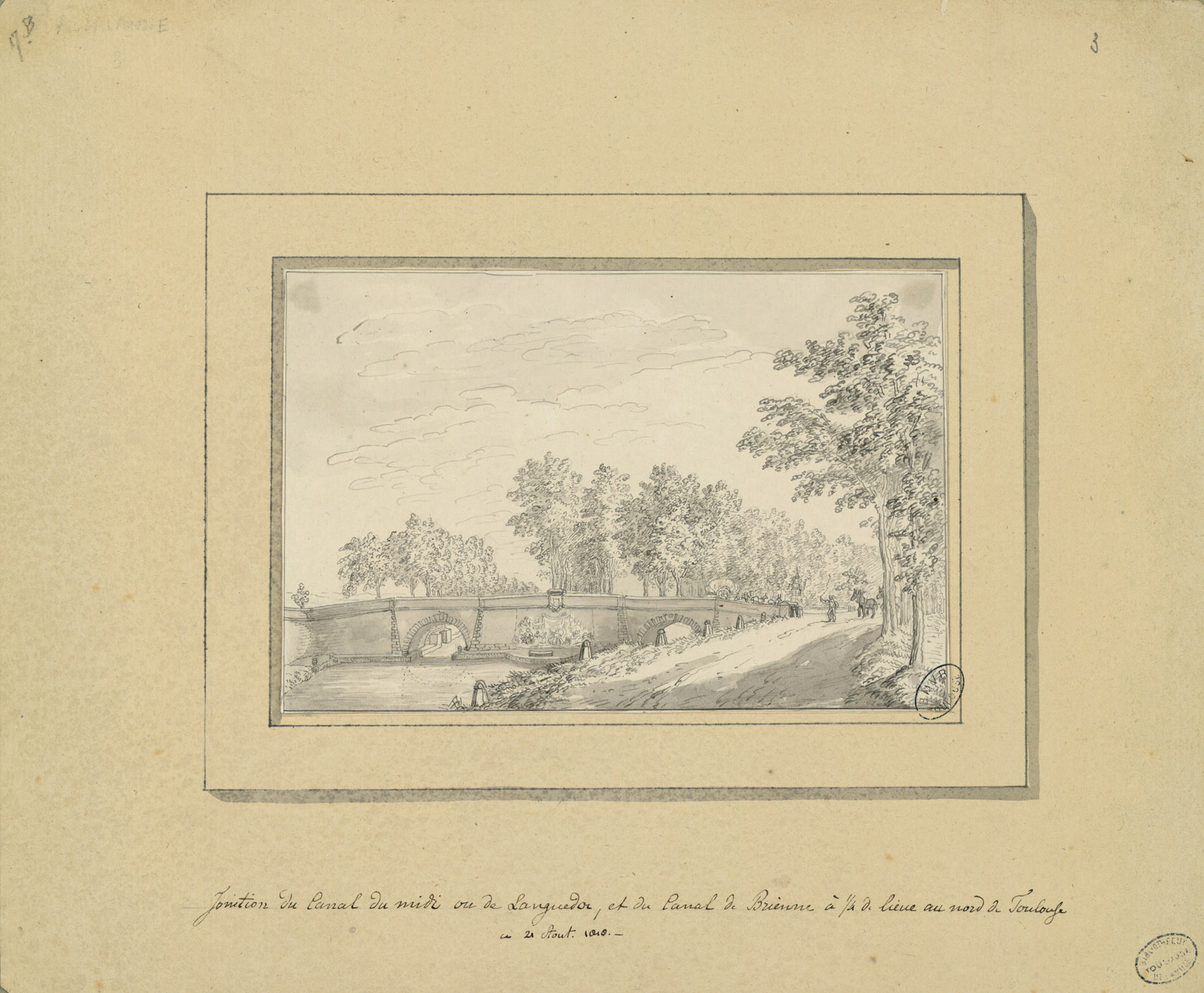
Jonction du Canal du Midi ou de Languedoc, et du Canal de Brienne à 1/4 de lieue au nord de Toulouse le 21 août 1818, dessin à l'encre, fonds Ancely de la bibliothèque municipale de Toulouse

Le port de l'Embouchure est élargi à la confluence des deux canaux. La construction de deux ponts à la jonction des deux embouchures est nécessaire. Le pont du Petit Gragnague qui enjambait auparavant le seul Canal du Midi étant rendu trop court par le creusement du canal de Brienne est démoli et remplacé par deux ponts identiques, les Ponts-Jumeaux. Chacun comporte une arche en anse de panier avec clé de voûte et bandeau en pierre comme l'appui du parapet, la corniche et l'arc extérieur des voûtes. Leur construction est également confiée à Joseph-Marie Saget. Le premier est achevé en 1771, le second en 1774. L'espace entre les deux est orné  en 1775 d'un bas-relief allégorique sculpté dans du marbre de Carrare par François Lucas, professeur à l'Académie royale. L'ensemble est inauguré en 1776,,.
Le cours irrégulier de la Garonne aux débits variables et aux crues violentes nécessite la construction d'un nouveau canal pour rejoindre Bordeaux. La décision est prise en 1838, la construction du canal latéral à la Garonne est confiée à l'inspecteur divisionnaire des ponts-et-chaussées Jean-Baptiste de Baudre. Mis en eau en 1857, il relie Toulouse à Castets et Castillon et assure la jonction depuis le port de l'Embouchure avec le canal du Midi, l'ensemble prenant le nom de canal des Deux-Mers. Un troisième pont est construit au-dessus du troisième canal, relié aux deux autres et donnant au port à nouveau élargi à cette occasion la forme d'un hémicycle. Ouvrage d'art et de génie civil rehaussée par le bas-relief du sculpteur François Lucas, l'ensemble des Ponts-Jumeaux désormais trois constitue une belle composition classique et une œuvre majeure du patrimoine fluvial,,,.
Le 7 mai 1906, la ligne AE du tramway relie la rue Lafayette aux Ponts-Jumeaux.
À la fin des années 1970, l'écluse et l'embouchure sur la Garonne disparaissent avec l'aménagement du périphérique de Toulouse et la construction de l'échangeur des Ponts-Jumeaux. Le bassin est fermé côté fleuve. Les eaux du port rejoignent toujours la Garonne par l'ancienne écluse désormais enfouie au droit du pont de la rocade,.

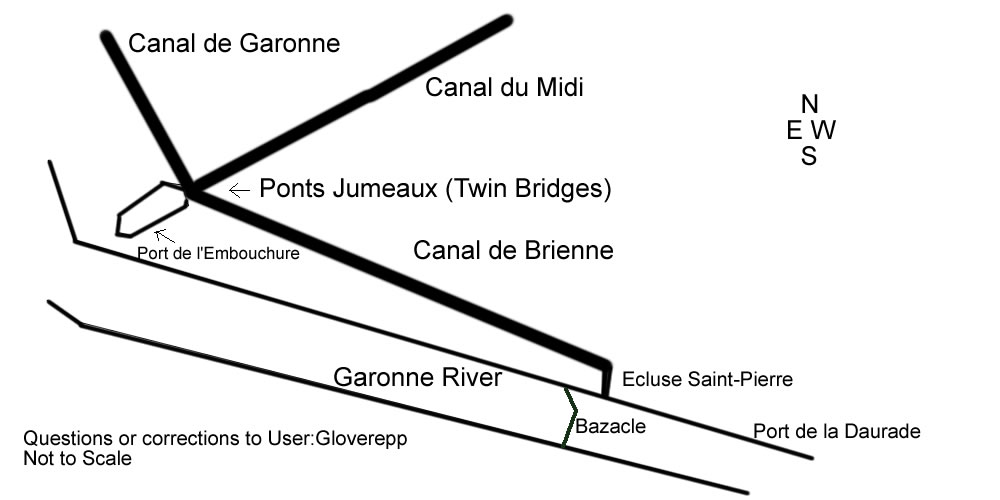
Schéma décrivant la jonction des trois canaux au port de l'Embouchure.

### Bas-relief
« La sculpture allégorique représente au centre l'Occitanie tenant le gouvernail d'une barque ornée de la croix du Languedoc. Elle ordonne à deux génies de creuser le canal pour la « commodité et sûreté de son commerce ». Le Canal est personnifié par un homme barbu, le bras gauche appuyé sur une urne. Les génies sont placés devant une écluse derrière laquelle se profile une voile de bateau. Entre la voile et la tenture centrale, on peut voir un panorama de Toulouse sur lequel on aperçoit le dôme des Chartreux. A droite la Garonne, tenant une corne d'abondance, encourage de la main un génie laboureur qui tient une charrue tirée par des bœufs. L'Occitanie représente les États du Languedoc, financeur du projet. L'action de la Province permet d'amener la prospérité et la fertilité à la ville de Toulouse, personnifiée par la Garonne »

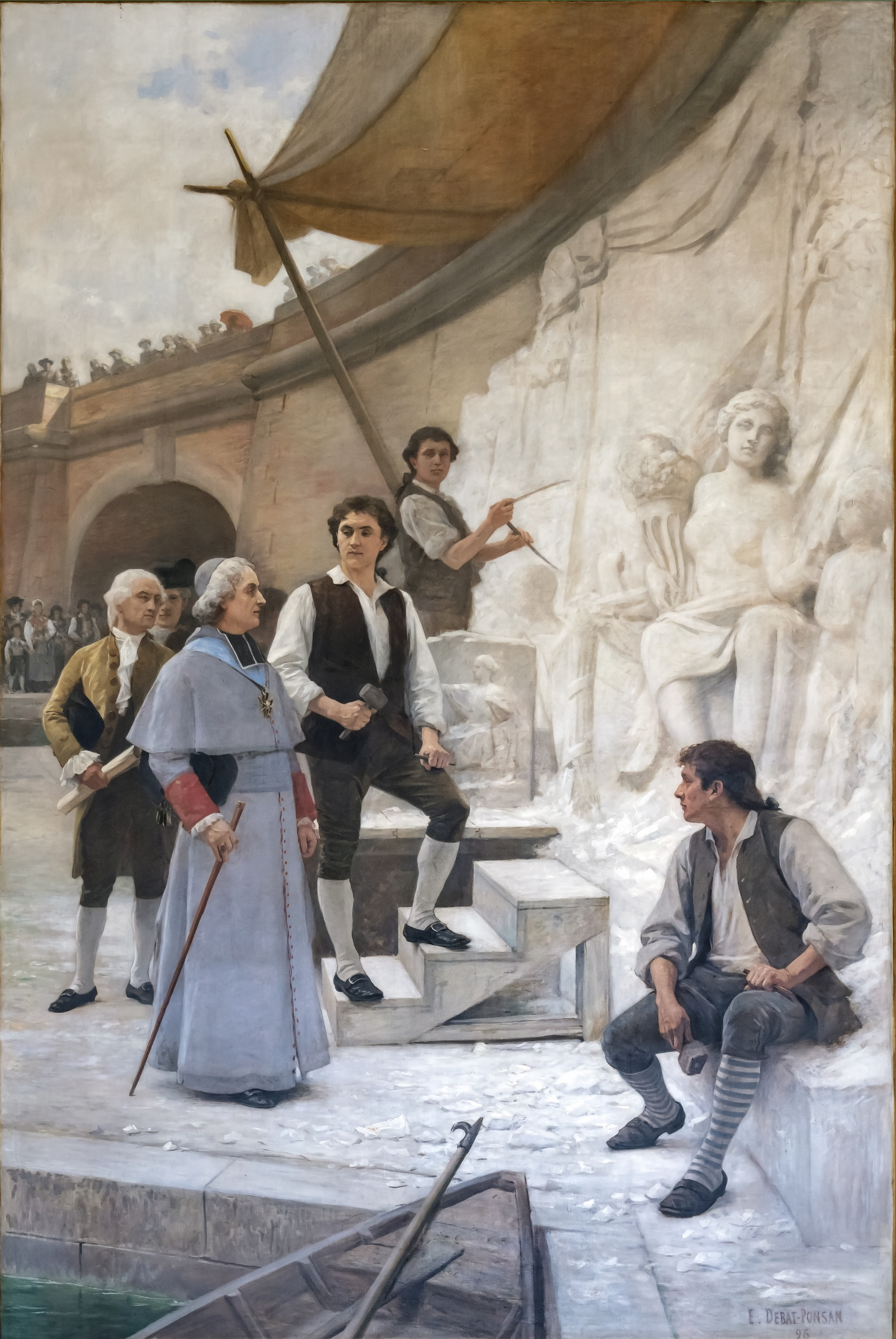
Une visite au sculpteur (1896), Édouard Debat-Ponsan, Capitole de Toulouse
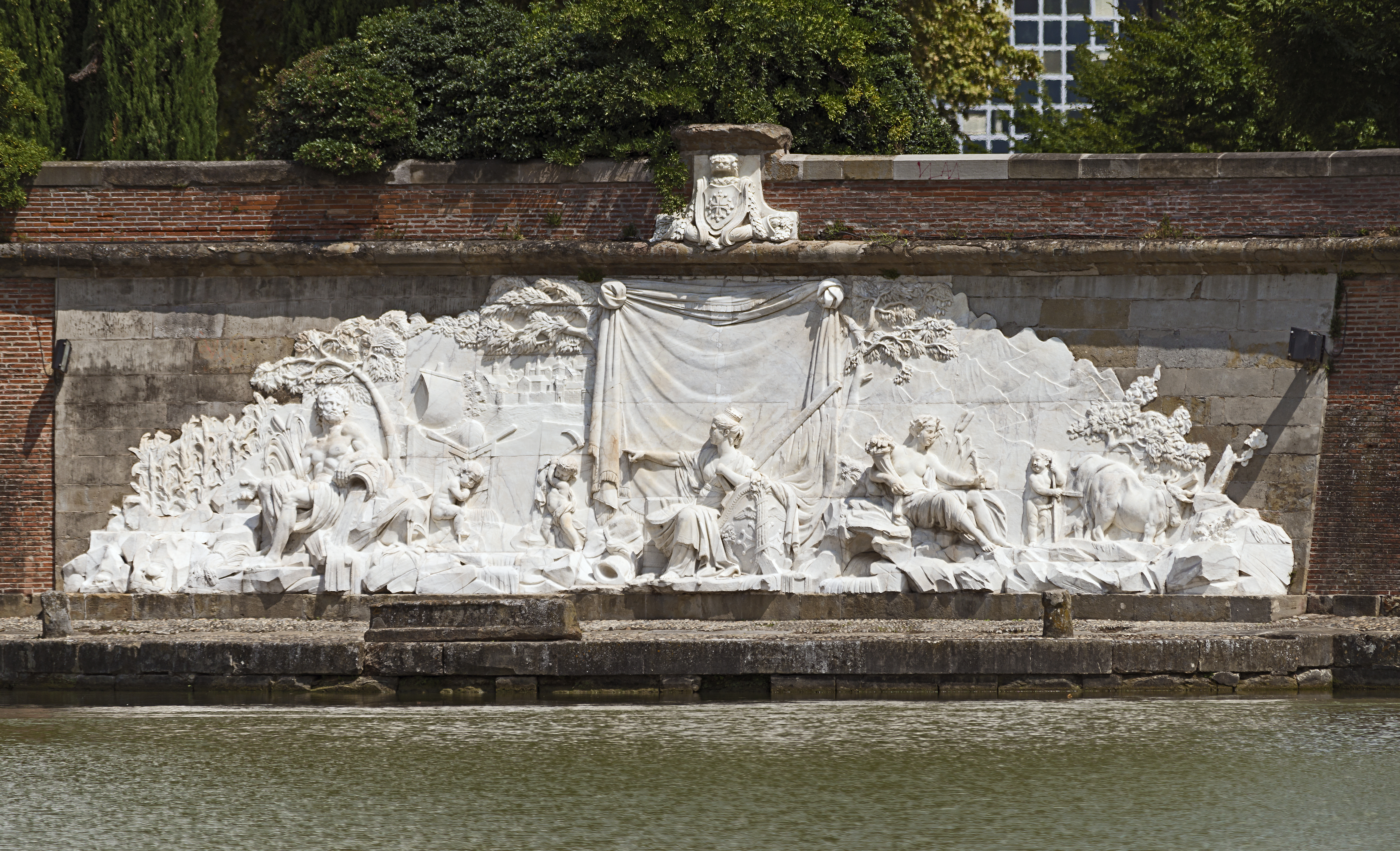
Le bas-relief de François Lucas.

### Bataille de Toulouse
La bataille de Toulouse, l'un des derniers affrontements de la campagne de France qui suit la guerre d'Espagne, voit s'affronter, alors que Napoléon Ier a abdiqué depuis quatre jours, les troupes de l'armée impériale du maréchal Soult et les troupes de la coalition anglo-hispano-portugaise commandées par le duc de Wellington. Le 10 avril 1814, dès 6 heures du matin, les fusillers écossais attaquent la redoute construite aux Ponts-Jumeaux défendue par trois-cents soldats et cinq canons. Jusqu'au début de l'après-midi, cinq offensives meurtrières font de nombreuses victimes de part et d'autre. Le général Berlier est mis hors de combat mais le général Fririon repousse finalement les assaillants. Soult évacue malgré tout la ville le lendemain et le 12 Wellington entre dans Toulouse acclamé par les royalistes,,.

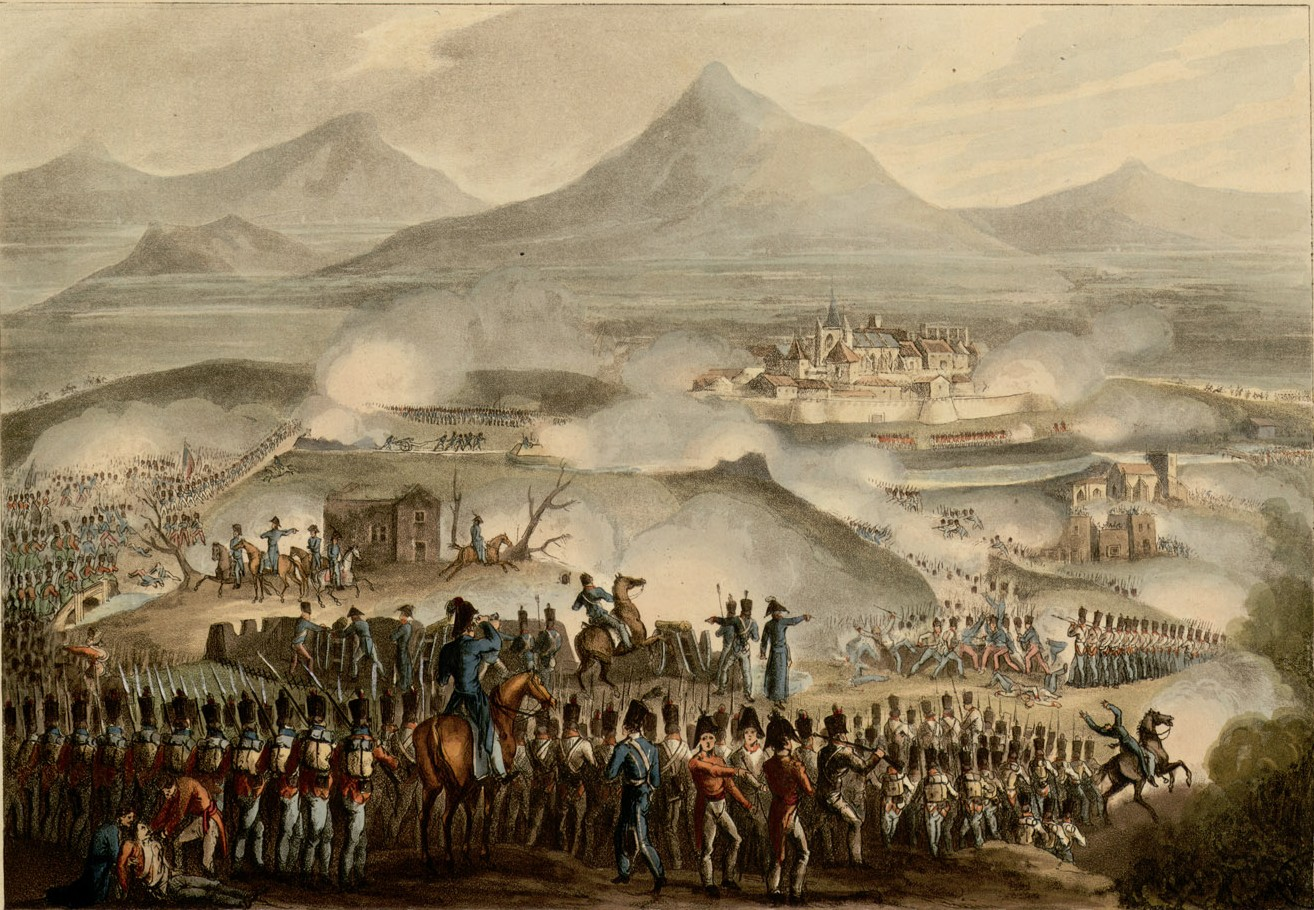
La Bataille de Toulouse, gravure sur cuivre, William Heath, fonds Ancely de la bibliothèque municipale de Toulouse.

### Protection du patrimoine
Les ponts jumeaux enjambant le canal du Midi et le canal de Brienne sont inscrits au titre des monuments historiques par arrêté du 21 novembre 1967. Mémoire de l'histoire économique du Languedoc, ils rappellent la construction du canal du Languedoc au XVIIe siècle, du canal de Brienne au XVIIIe siècle et du canal latéral à la Garonne au XIXe siècle. L'ensemble de facture classique est agrémenté du bas-relief de François Lucas. En 1995 l'ensemble est inscrit à l'inventaire général du patrimoine culturel à la suite d'un inventaire préliminaire, d'une enquête thématique communale sur les canaux toulousains et d'une enquête thématique régionale sur le canal des Deux-Mers.

Vues des Ponts-Jumeaux depuis le port de l'Embouchure
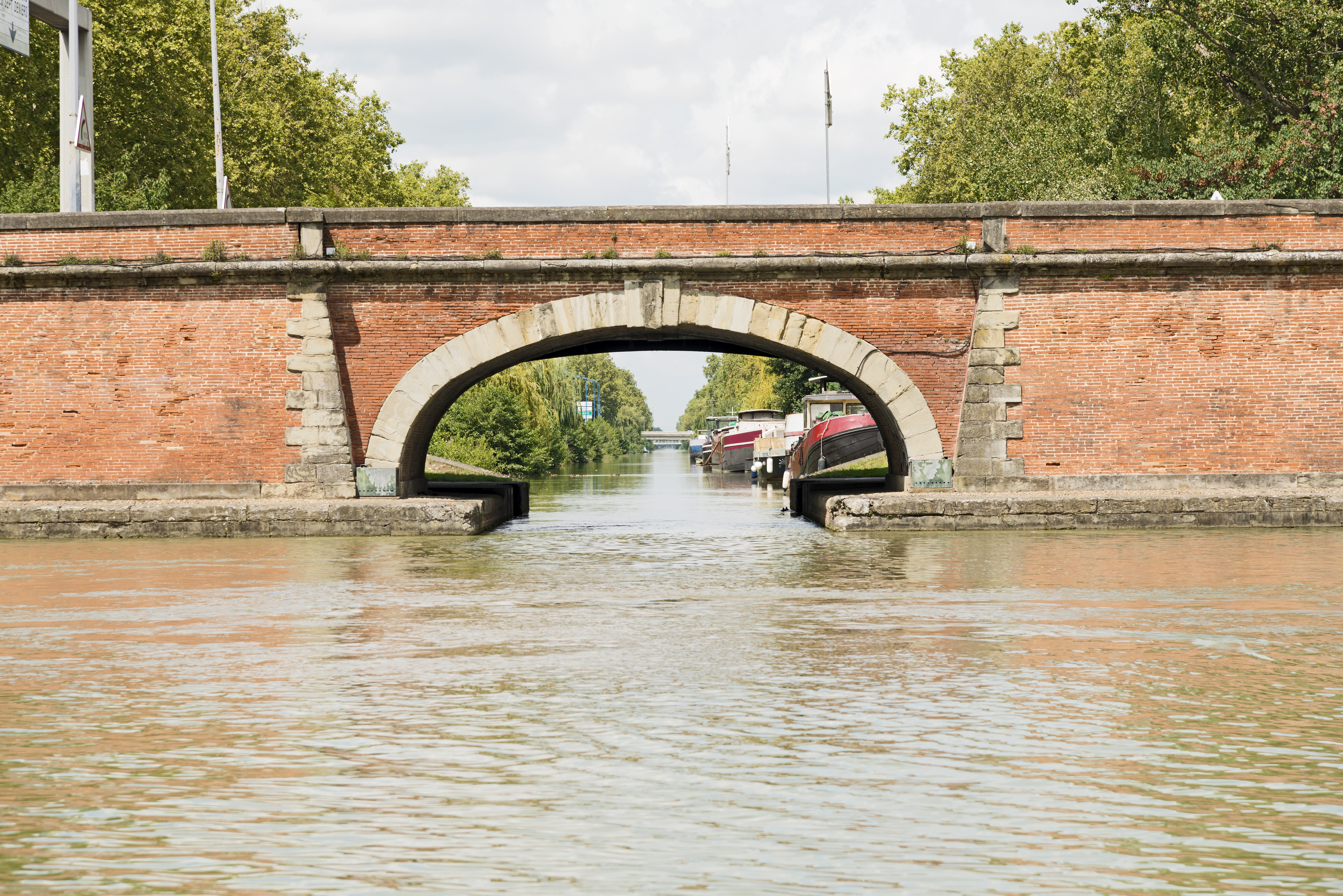
Pont sur le canal latéral à la Garonne
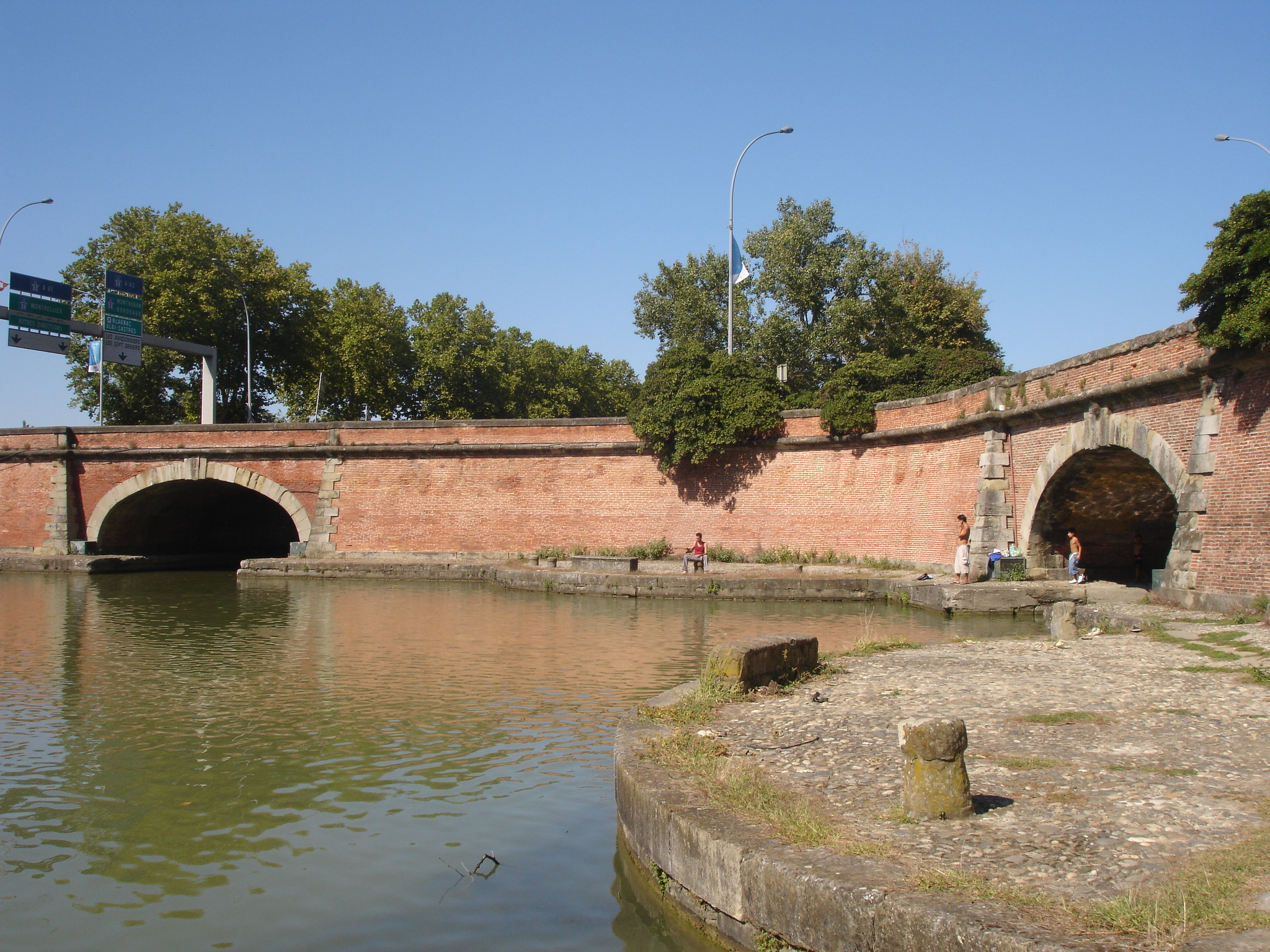
Ponts sur le canal latéral et le canal du Midi
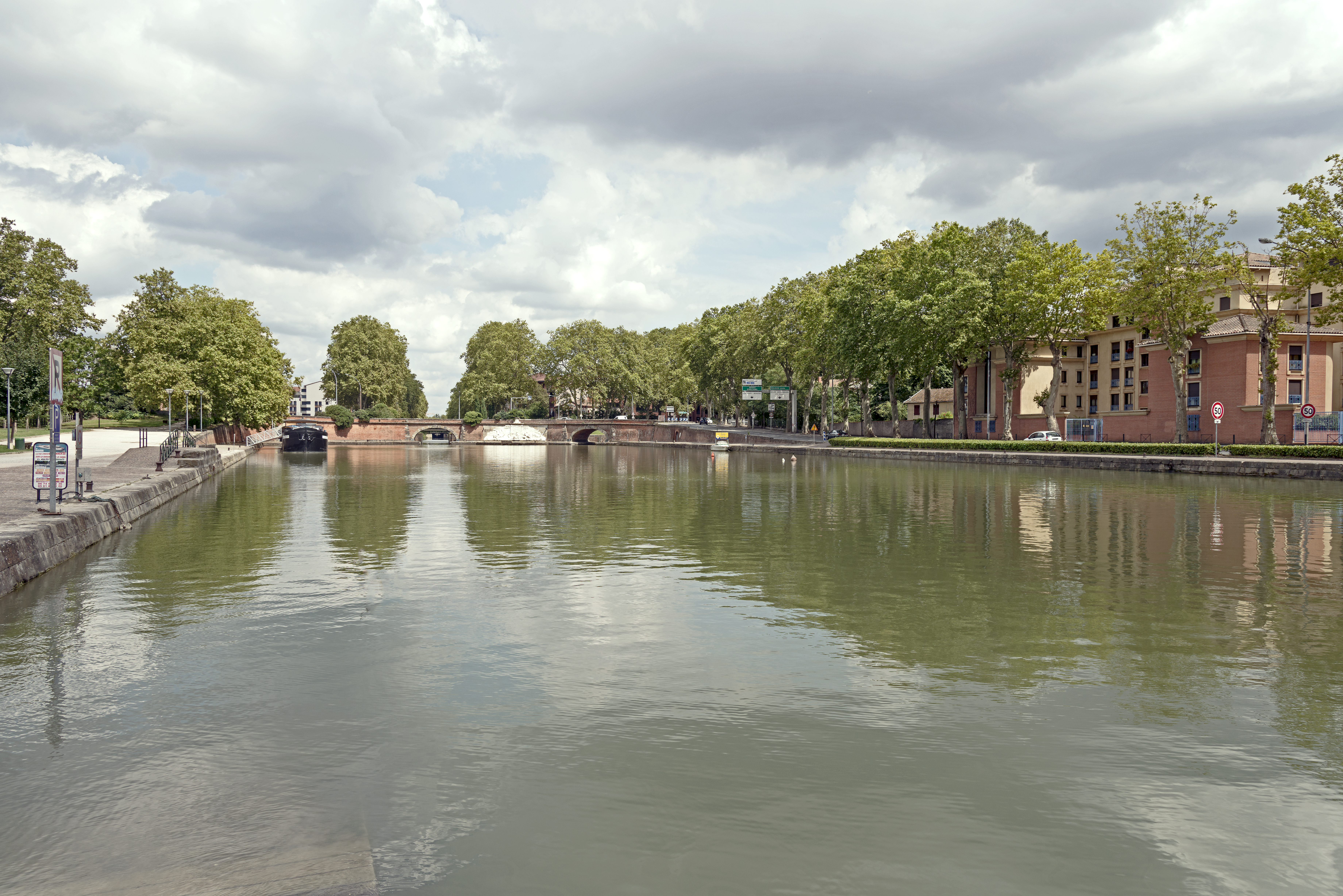
Les trois ponts à l'entrée du port de l'Embouchure
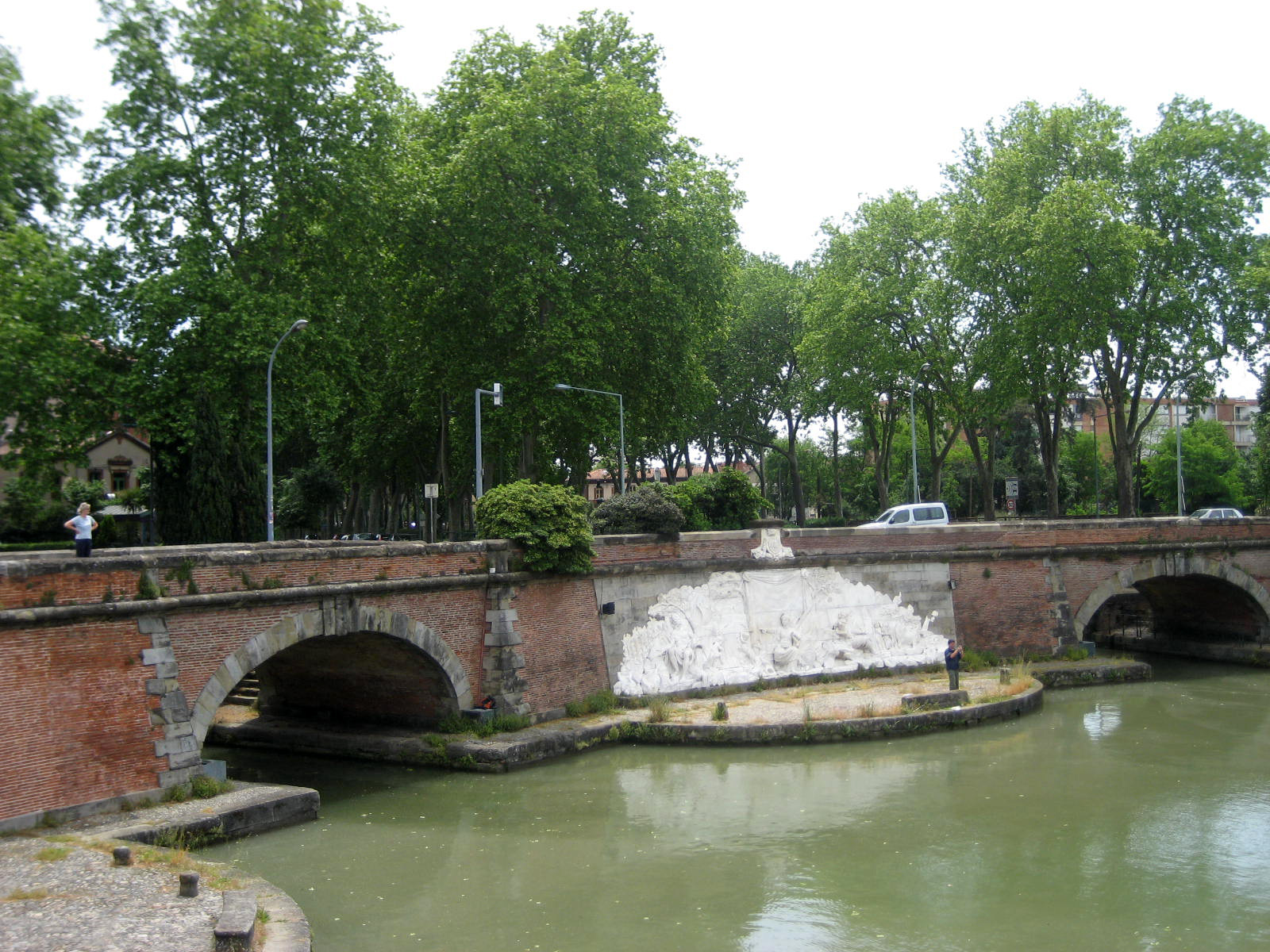
Ponts sur le canal du Midi et le canal de Brienne
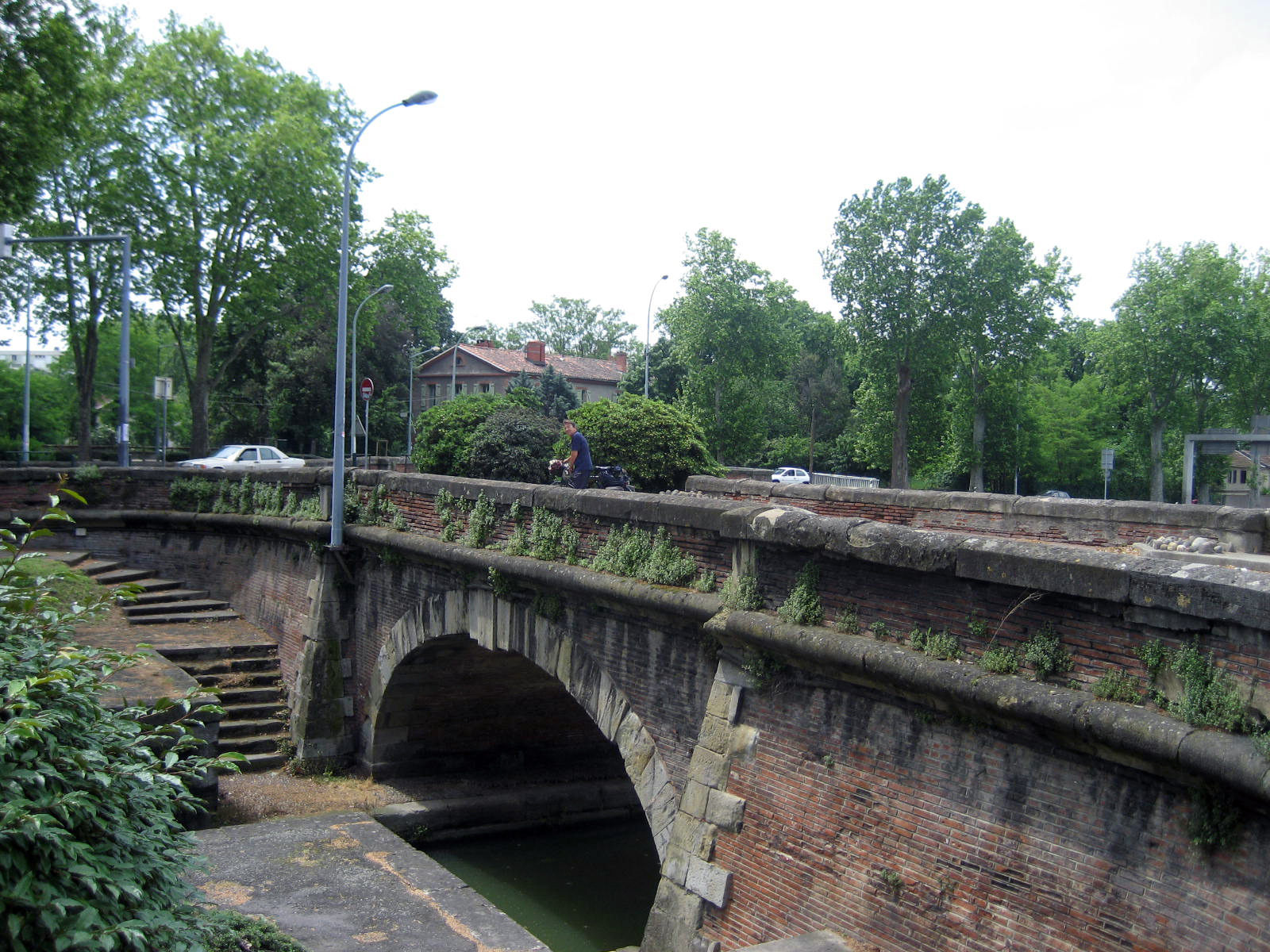
Pont sur le canal latéral côté canal

## Le quartier

Situation du quartier no 4 dans Toulouse.

Les Ponts-Jumeaux ont donné leur nom à un quartier résidentiel du nord de Toulouse. Anciennement rattaché au grand quartier no 4 (soit le canton de Toulouse-4), il est rattaché depuis 2009 au secteur 3 - Toulouse Nord. Formé d'un petit trapèze rectangle situé au nord du canal du Midi et dont l'angle aigu au sud-ouest vient toucher les Ponts-Jumeaux, il est entouré par le boulevard de Suisse à l'ouest, la rue Daydé au nord, la rue Roland-Garros à l'est, limitrophes avec le quartier des Minimes, et par le boulevard de l'Embouchure et le canal du Midi, limitrophes avec le quartier Compans-Caffarelli au sud.
Le quartier est desservi sur le boulevard de l'Embouchure et la rue Roland-Garros par les lignes 15 et 70 des bus Tisséo conduisant à la station Canal-du-Midi de la ligne B du métro de Toulouse située à 15 minutes à pied sur le boulevard de l'Embouchure dans le quartier des Minimes.
Il sera desservi en 2025 par la future ligne de métro Toulouse Aerospace Express accessible à la station Ponts-Jumeaux qui sera située sur le boulevard du même nom à proximité du chemin du Sang-de-Serp également dans le quartier des Minimes.

Vues du quartier des Ponts-Jumeaux à Toulouse
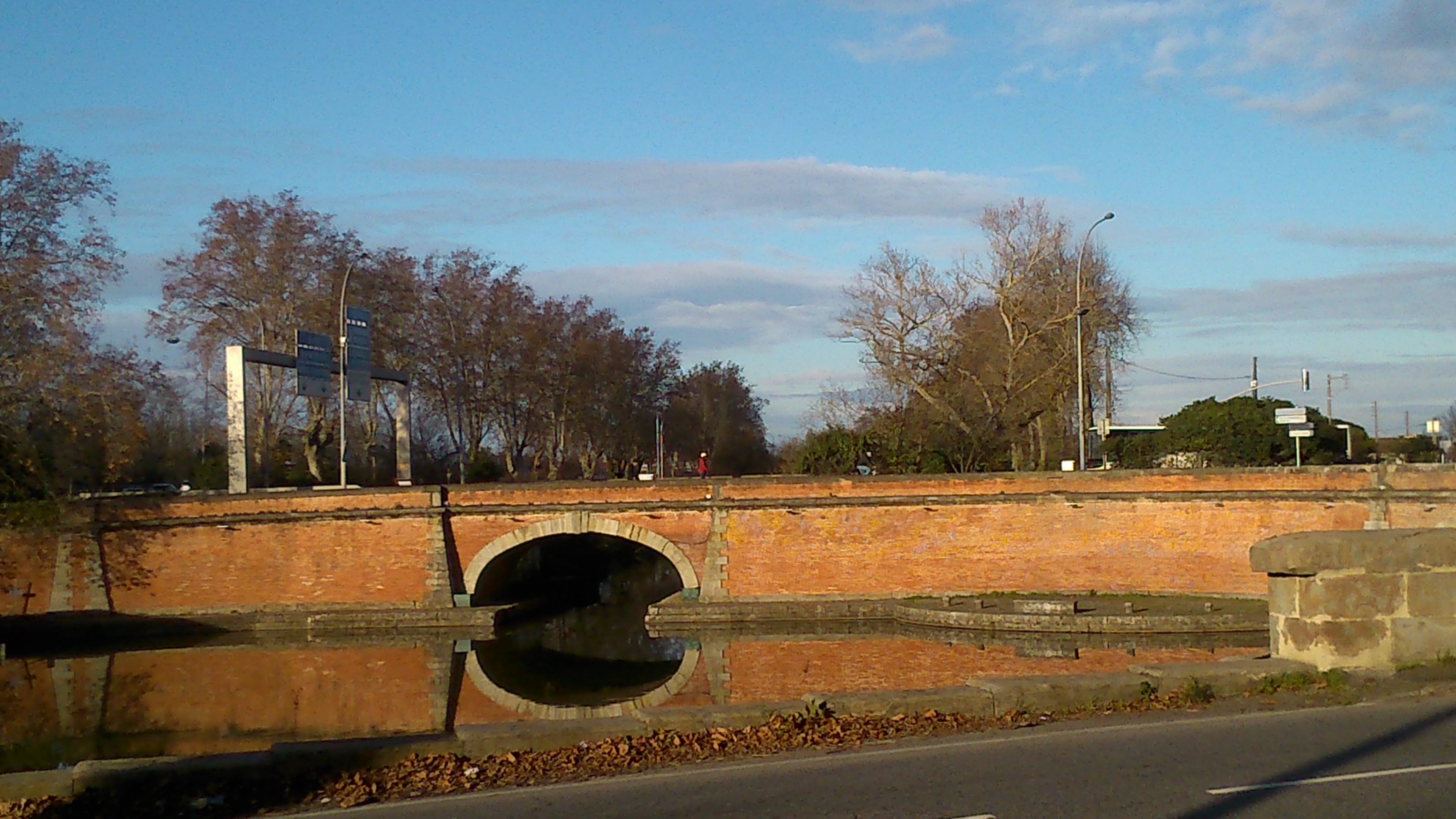
Croisement des boulevards de l'Embouchure et de Suisse
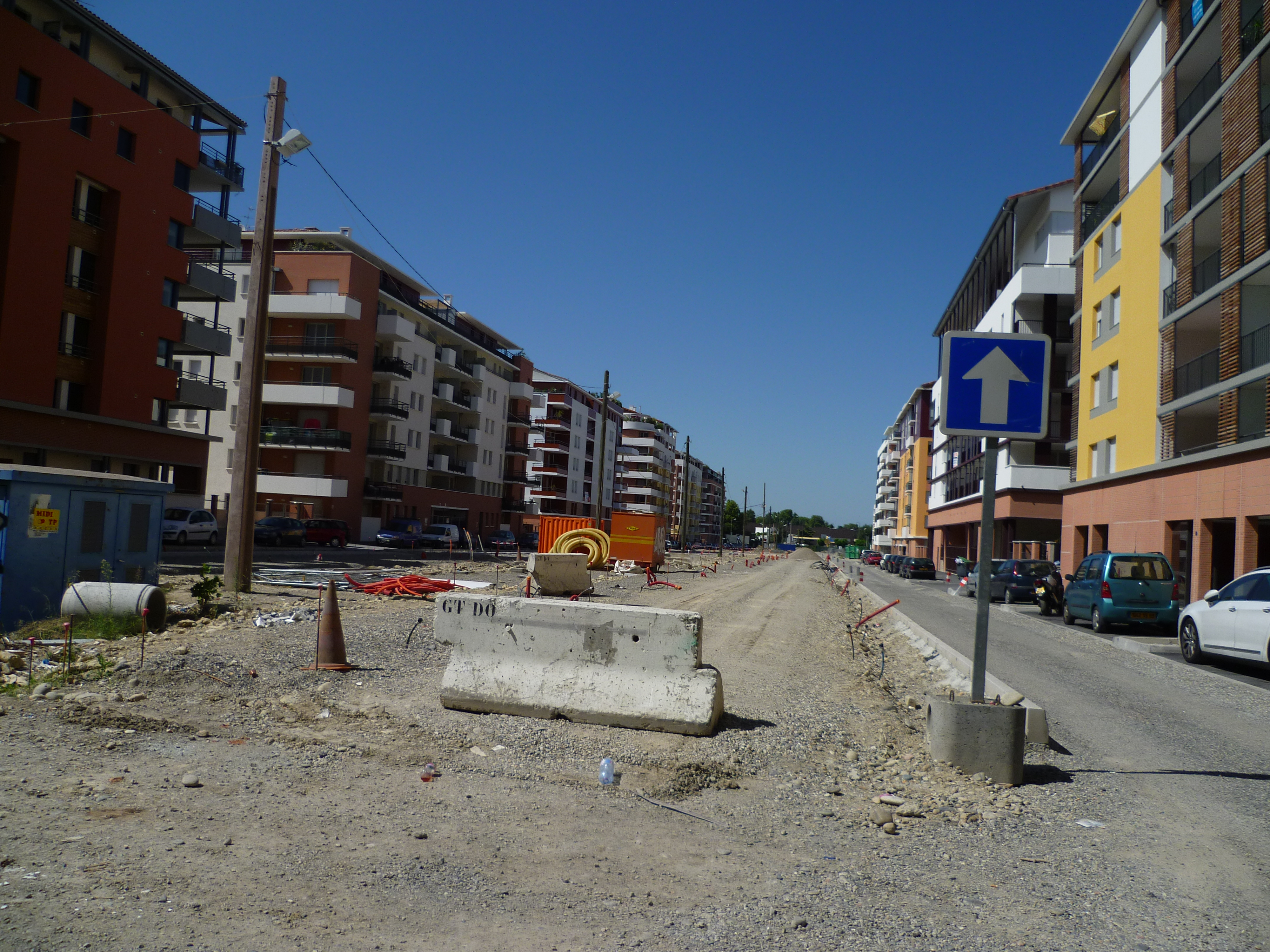
Aménagement de la rue Cécile Brunchvicg en 2010

## L'échangeur autoroutier
Les Ponts-Jumeaux ont également donné leur nom à l'échangeur autoroutier qui constitue la sortie 30 de la rocade ouest du périphérique de Toulouse en formant une boucle autour du port de l'Embouchure à partir de laquelle s'embranchent les boulevards de Genève, de Suisse, de l'Embouchure, de la Marquette, et les allées de Barcelone et de Brienne conduisant vers le centre-ville.

L'échangeur des Ponts-Jumeaux autour du port de l'Embouchure
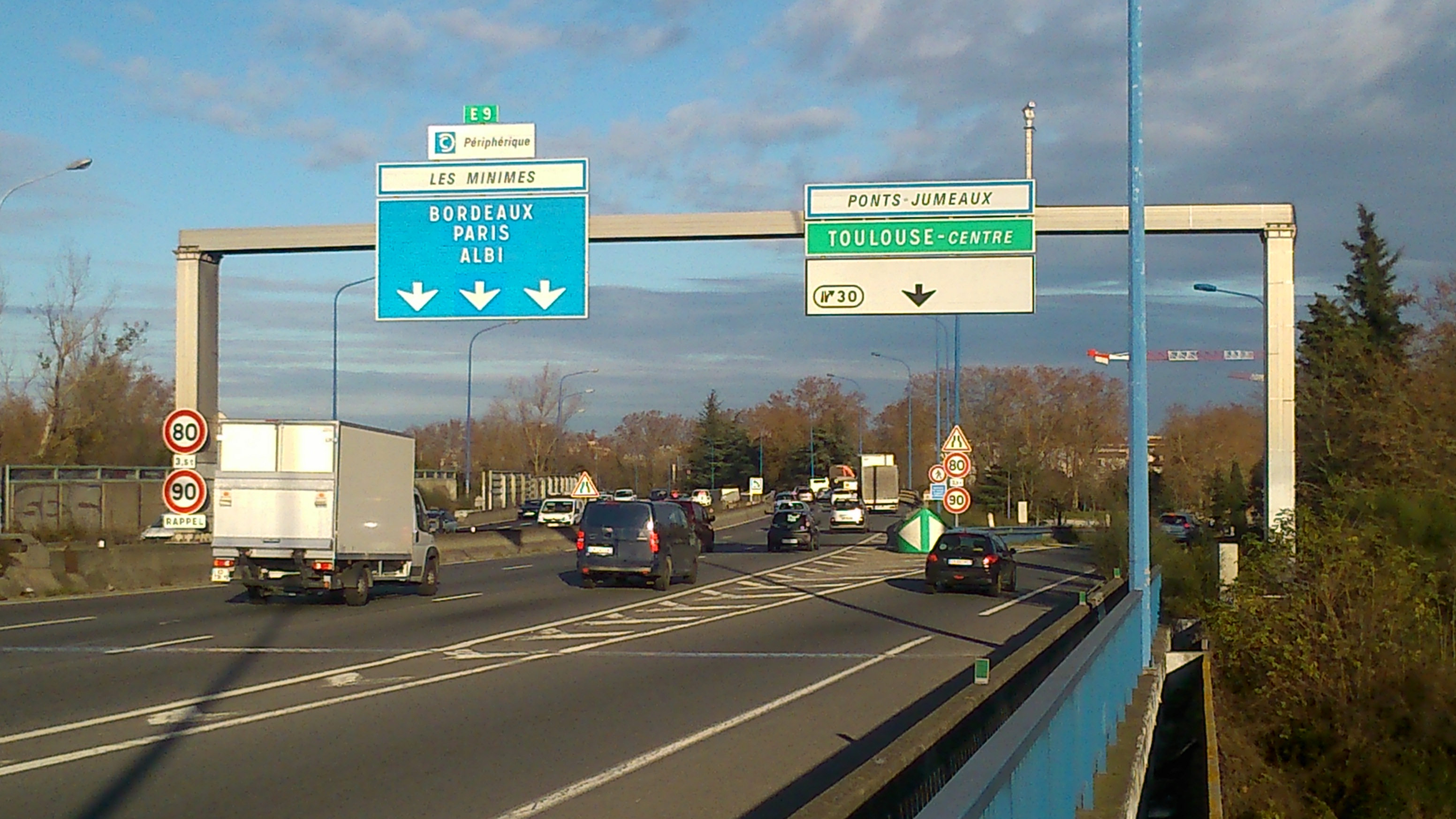
Sortie 30 de la rocade vers les Ponts Jumeaux.
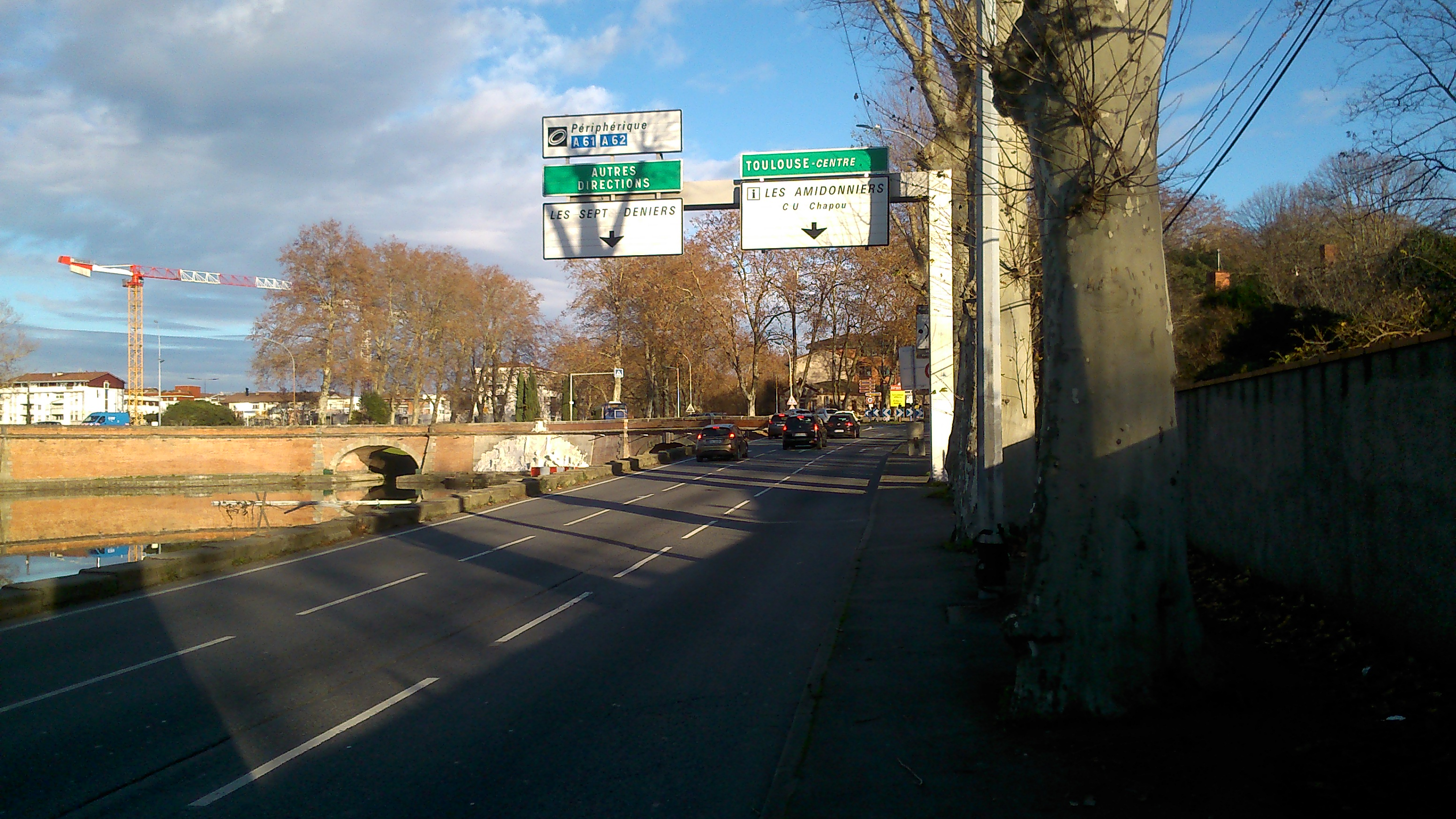
Sortie de la rocade, accès aux Amidonniers et au centre-ville ou accès aux Sept Deniers et à la rocade.
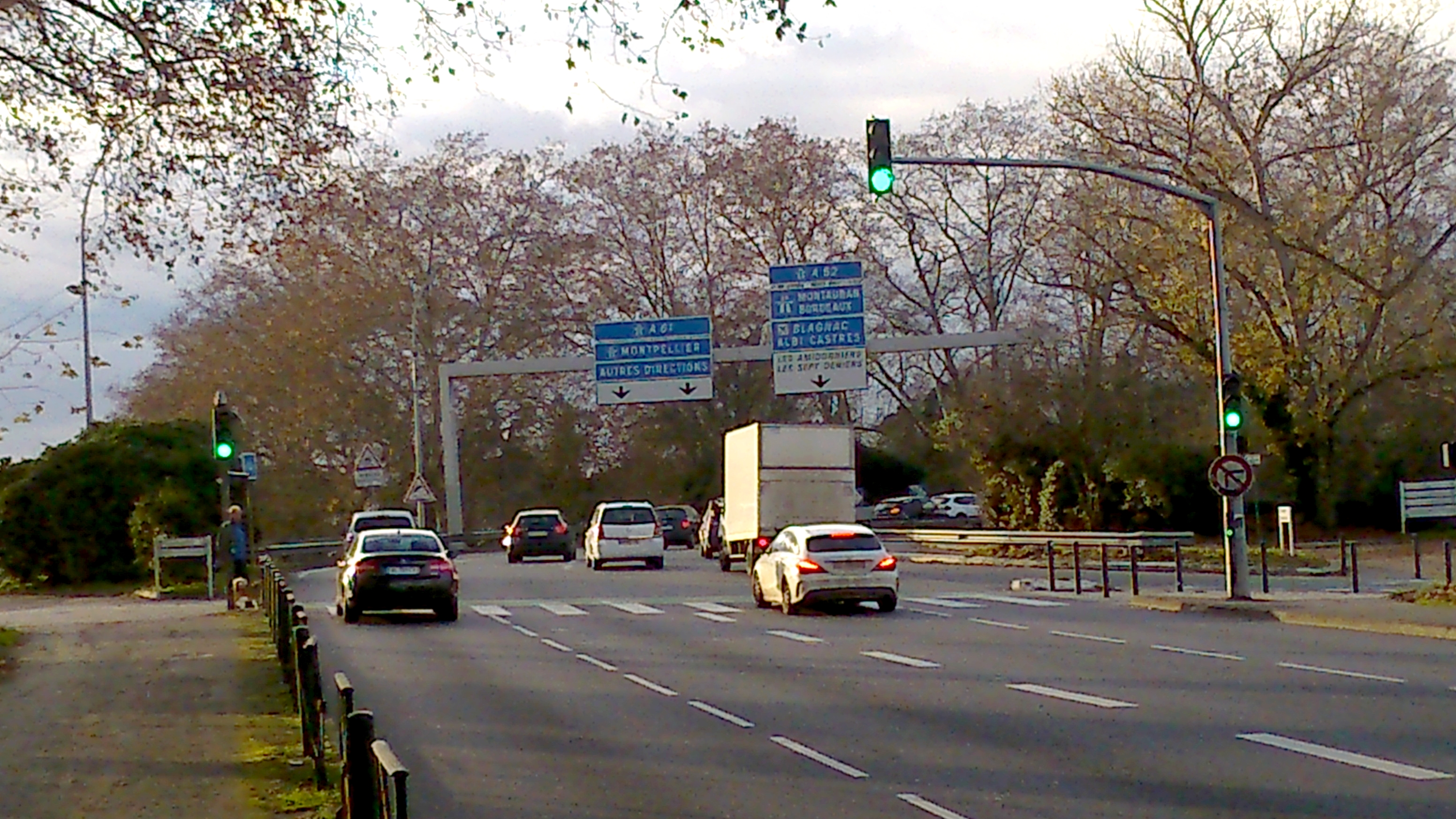
Accès à la rocade et aux Sept Deniers depuis les boulevards de l'Embouchure et de Suisse.

## Le stade
Jusqu'à la création du stade Ernest-Wallon en 1980, le Stade toulousain joue au stade des Ponts-Jumeaux situé au pied du pont enjambant le canal latéral à la Garonne où se déroulent de mémorables rencontres comme celle du 18 janvier 1925 lors de laquelle l'équipe de Nouvelle-Zélande bat l'équipe de France 30 à 6 et où des spectateurs assistent au match perchés dans les arbres.

Stade des Ponts Jumeaux
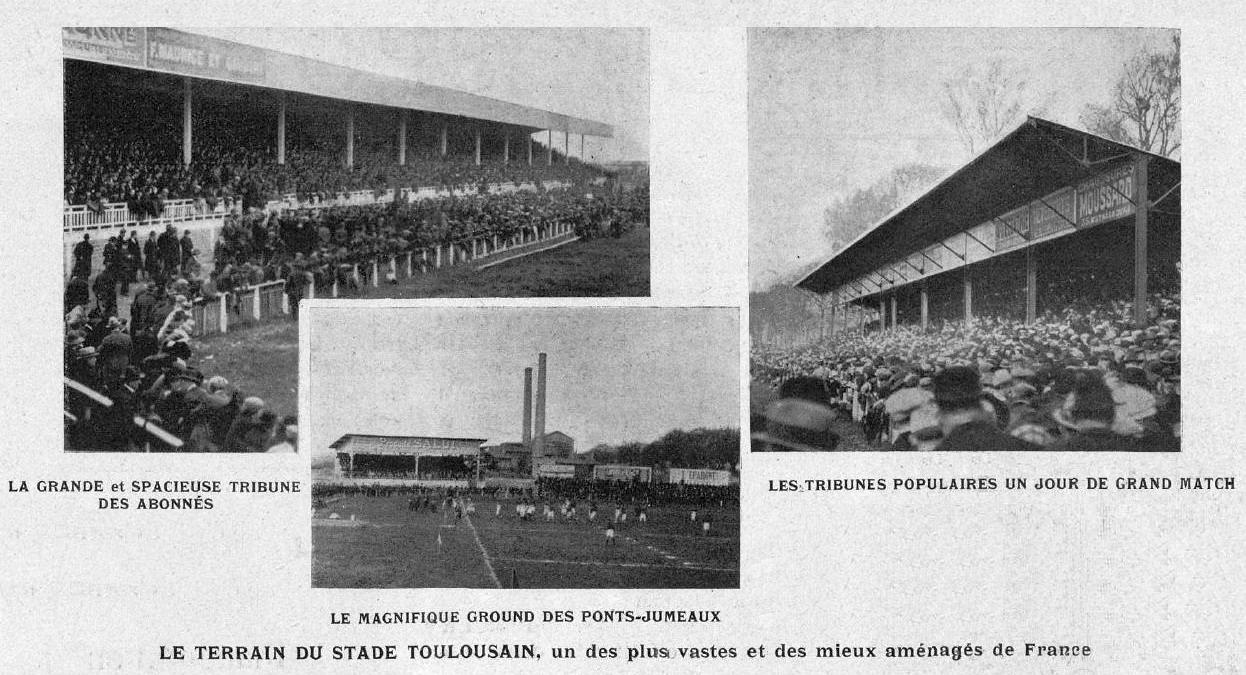
Le stade des Ponts-Jumeaux en 1922
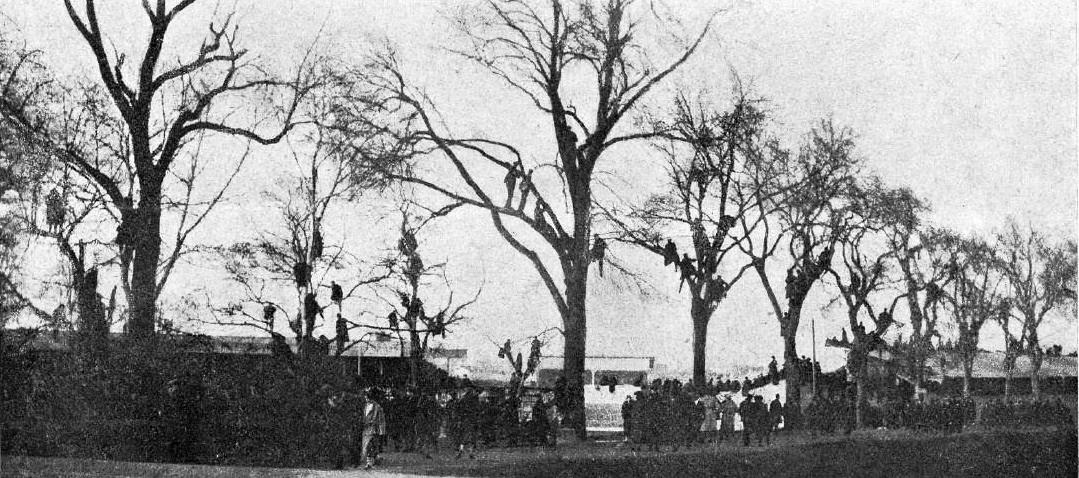
Spectateurs dans les arbres lors du match France Nouvelle-Zélande en 1925
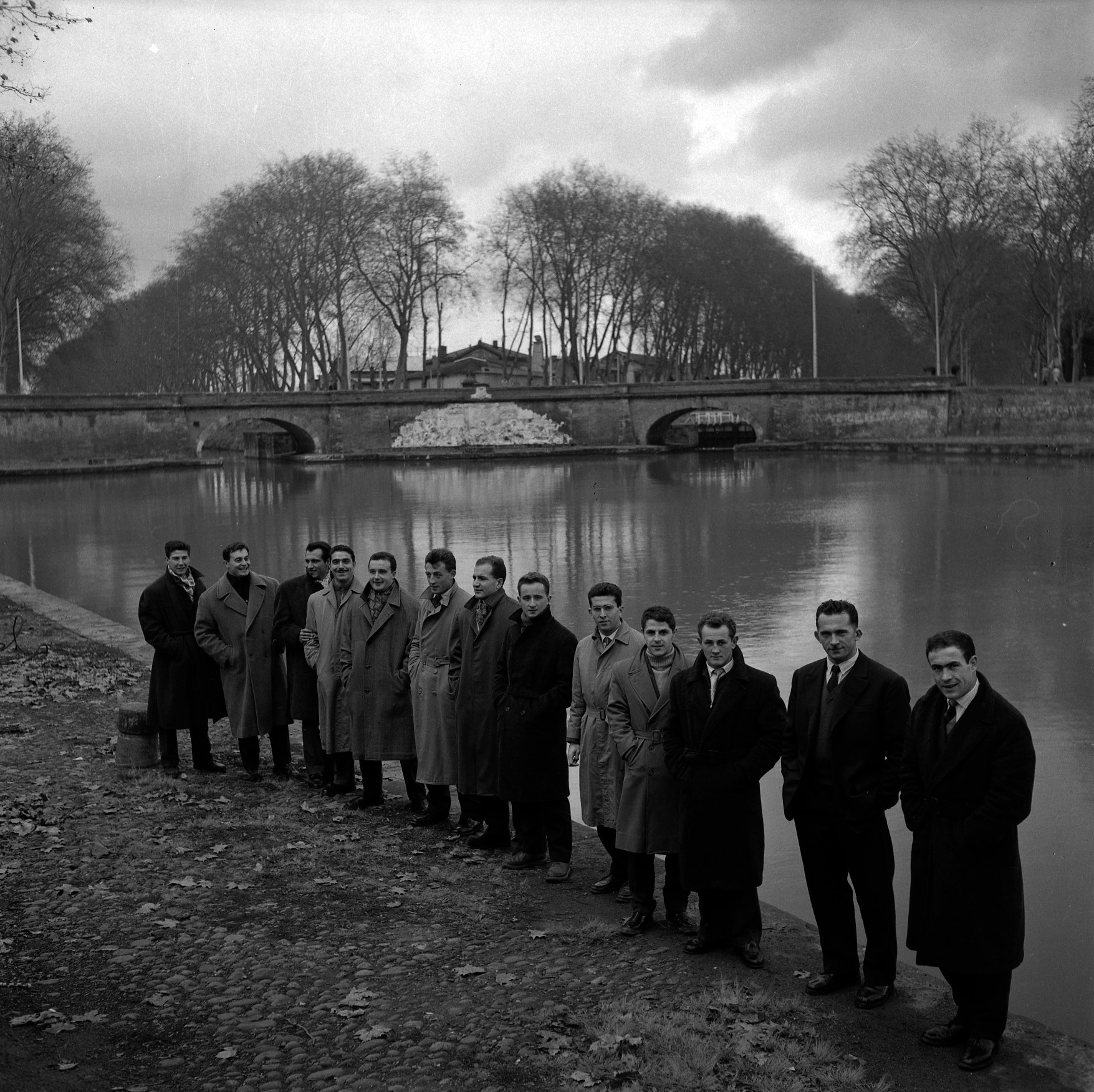
Joueurs du Stade toulousain devant les Ponts-Jumeaux avant l'entraînement du jeudi (1957).